# Grande Recessão
A Grande Recessão foi um período de declínio econômico geral (recessão) observado nos mercados mundiais no final dos anos 2000 e início dos anos 2010. A escala e o momento da recessão variaram de país para país. O Fundo Monetário Internacional (FMI) concluiu que foi o colapso econômico e financeiro mais grave desde a Grande Depressão dos anos 1930 e é frequentemente considerado como a segunda pior crise de todos os tempos.

A Grande Recessão decorreu do colapso do mercado imobiliário dos Estados Unidos em relação à crise financeira de 2007–2008 e à crise das hipotecas subprime, embora as políticas de outras nações também tenham contribuído. De acordo com o National Bureau of Economic Research, uma organização sem fins lucrativos, a recessão nos Estados Unidos começou em dezembro de 2007 e terminou em junho de 2009, estendendo-se assim por 19 meses. A Grande Recessão resultou em uma escassez de ativos valiosos na economia de mercado e no colapso do setor financeiro (bancos) na economia mundial; alguns bancos foram socorridos pelo governo federal estadunidense.
A recessão não foi sentida igualmente em todo o mundo; enquanto a maioria das economias desenvolvidas do mundo, particularmente na América do Norte, América do Sul e Europa, entrou em recessão definitiva, muitas economias desenvolvidas mais recentemente sofreram muito menos impacto, principalmente China, Índia e Polônia, cujas economias cresceram substancialmente durante esse período.

## Terminologia
Existem dois sentidos da palavra "recessão": um sentido que se refere amplamente a "um período de atividade econômica reduzida" e dificuldades contínuas; e o sentido mais preciso usado em economia, que é definido operacionalmente, referindo-se especificamente à fase de contração de um ciclo de negócios, com dois ou mais trimestres consecutivos de contração do PIB (taxa de crescimento negativa do PIB). Segundo a definição acadêmica, a recessão terminou nos Estados Unidos em junho ou julho de 2009.
Robert Kuttner argumenta: "'A Grande Recessão' é um nome impróprio. Deveríamos parar de usá-la. As recessões são quedas leves no ciclo comercial que são auto-corrigíveis ou logo curadas por um modesto estímulo fiscal ou monetário. Por causa da contínua armadilha da deflação, seria mais preciso chamar a economia estagnada desta década como grande deflação".

## Histórico

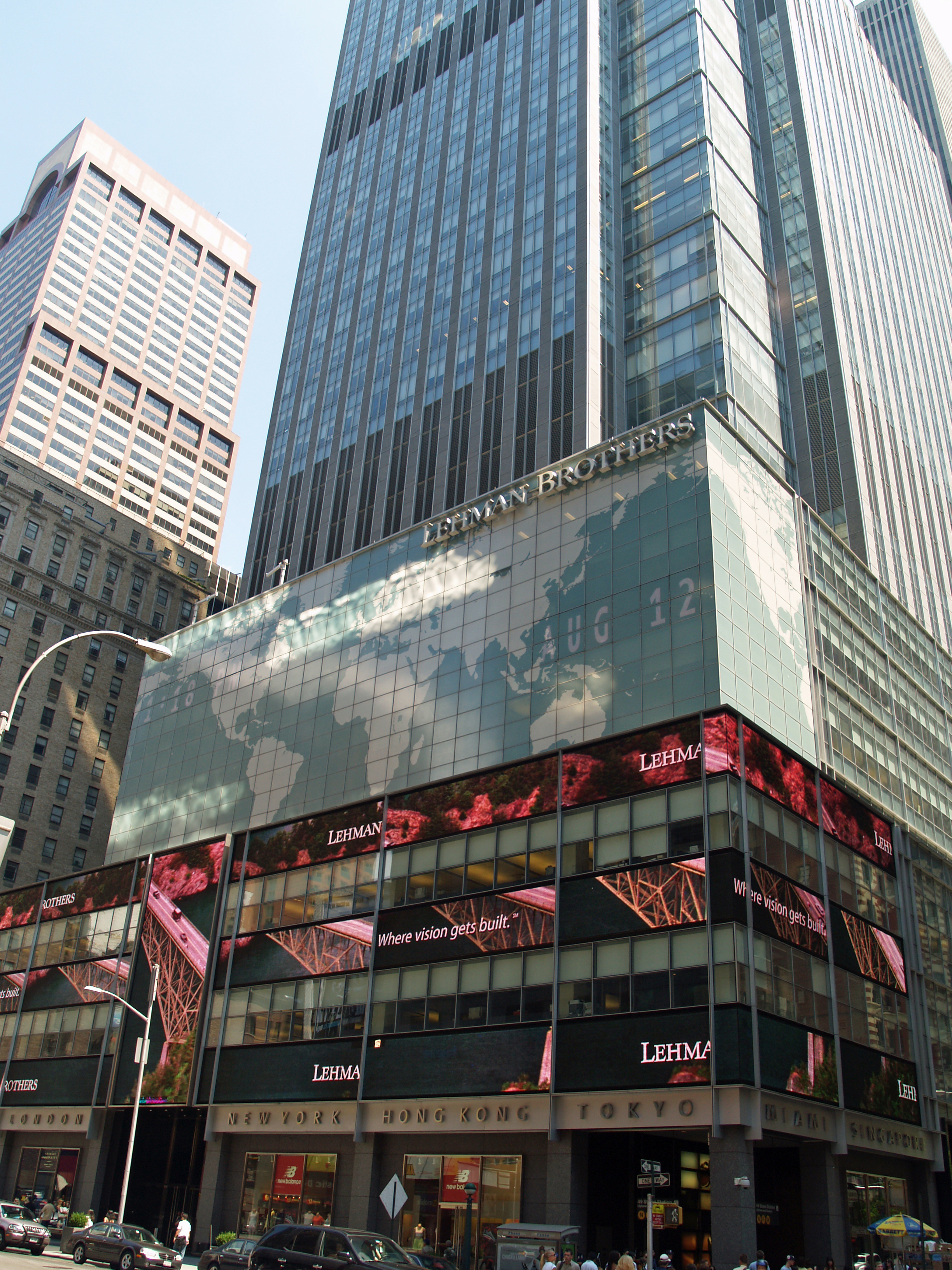
Antiga sede do Lehman Brothers em Manhattan, Nova Iorque.

A Grande Recessão atendeu aos critérios do Fundo Monetário Internacional (FMI) de ser uma recessão global apenas no único ano civil de 2009. Essa definição do FMI exige um declínio anual no PIB per capita. Apesar de os dados trimestrais estarem sendo utilizados como critério de definição de recessão por todos os membros do G20, que representam 85% do PIB mundial, o FMI decidiu — na ausência de um conjunto completo de dados — não declarar/medir recessões globais de acordo com dados trimestrais do PIB. O PIB real ponderado por PPC ajustado sazonalmente para a zona G20, no entanto, é um bom indicador para o PIB mundial e foi medido em declínio direto do terceiro trimestre de 2008 até o primeiro trimestre de 2009, que marcam com mais precisão quando a recessão ocorreu em nível global.
De acordo com o National Bureau of Economic Research (o árbitro oficial das recessões dos EUA), a recessão começou em dezembro de 2007 e terminou em junho de 2009 e, assim, se estendeu por dezoito meses.
Os anos que antecederam a crise foram caracterizados por um aumento exorbitante nos preços dos ativos e um boom associado na demanda econômica. Além disso, o sistema bancário paralelo dos Estados Unidos (ou seja, instituições financeiras não depositárias, como bancos de investimento) cresceu para rivalizar com o sistema depositário, mas ainda não estava sujeito à mesma supervisão regulatória, tornando-o vulnerável a uma corrida aos bancos.
Os títulos lastreados em hipotecas dos Estados Unidos, que tinham riscos difíceis de avaliar, eram comercializados em todo o mundo, pois ofereciam rendimentos mais altos do que os títulos do governo estadunidense. Muitos desses títulos foram lastreados em hipotecas subprime, que entraram em colapso quando a bolha imobiliária dos Estados Unidos estourou em 2006 e os proprietários começaram a inadimplir seus pagamentos de hipotecas em grandes números a partir de 2007.

Mapa-múndi mostrando taxas de crescimento real do PIB para 2009. (Países em marrom estavam em recessão econômica.)

O surgimento de perdas com empréstimos subprime em 2007 iniciou a crise e expôs outros empréstimos de risco e preços de ativos superinflacionados. Com o aumento das perdas com empréstimos e a queda do Lehman Brothers em 15 de setembro de 2008, um grande pânico estourou no mercado de empréstimos interbancários. Havia o equivalente a uma operação bancária no sistema bancário paralelo, resultando em muitos bancos de investimento e bancos comerciais grandes e bem estabelecidos nos Estados Unidos e na Europa sofrendo enormes perdas e até enfrentando falência, resultando em assistência financeira pública maciça (resgates governamentais).
A recessão global que se seguiu resultou em uma queda acentuada no comércio internacional, no aumento do desemprego e na queda dos preços das mercadorias. Vários economistas previram que a recuperação poderia não surgir até 2011 e que a recessão seria a pior desde a Grande Depressão da década de 1930. O economista Paul Krugman comentou uma vez sobre isso como aparentemente o começo de "uma segunda Grande Depressão".
Governos e bancos centrais responderam com iniciativas de política fiscal e política monetária para estimular as economias nacionais e reduzir os riscos do sistema financeiro. A recessão renovou o interesse nas ideias econômicas keynesianas sobre como combater as condições recessivas. Os economistas aconselham que o estímulo seja retirado assim que as economias se recuperarem o suficiente para "traçar um caminho para o crescimento sustentável".
A distribuição da renda familiar nos Estados Unidos tornou-se mais desigual durante a recuperação econômica pós-2008. A desigualdade de renda nos Estados Unidos cresceu de 2005 a 2012 em mais de dois terços das áreas metropolitanas. A riqueza média das famílias caiu 35% nos Estados Unidos, de 106 591 dólares para 68 839 dólares, entre 2005 e 2011.

### Crise das dívidas soberanas

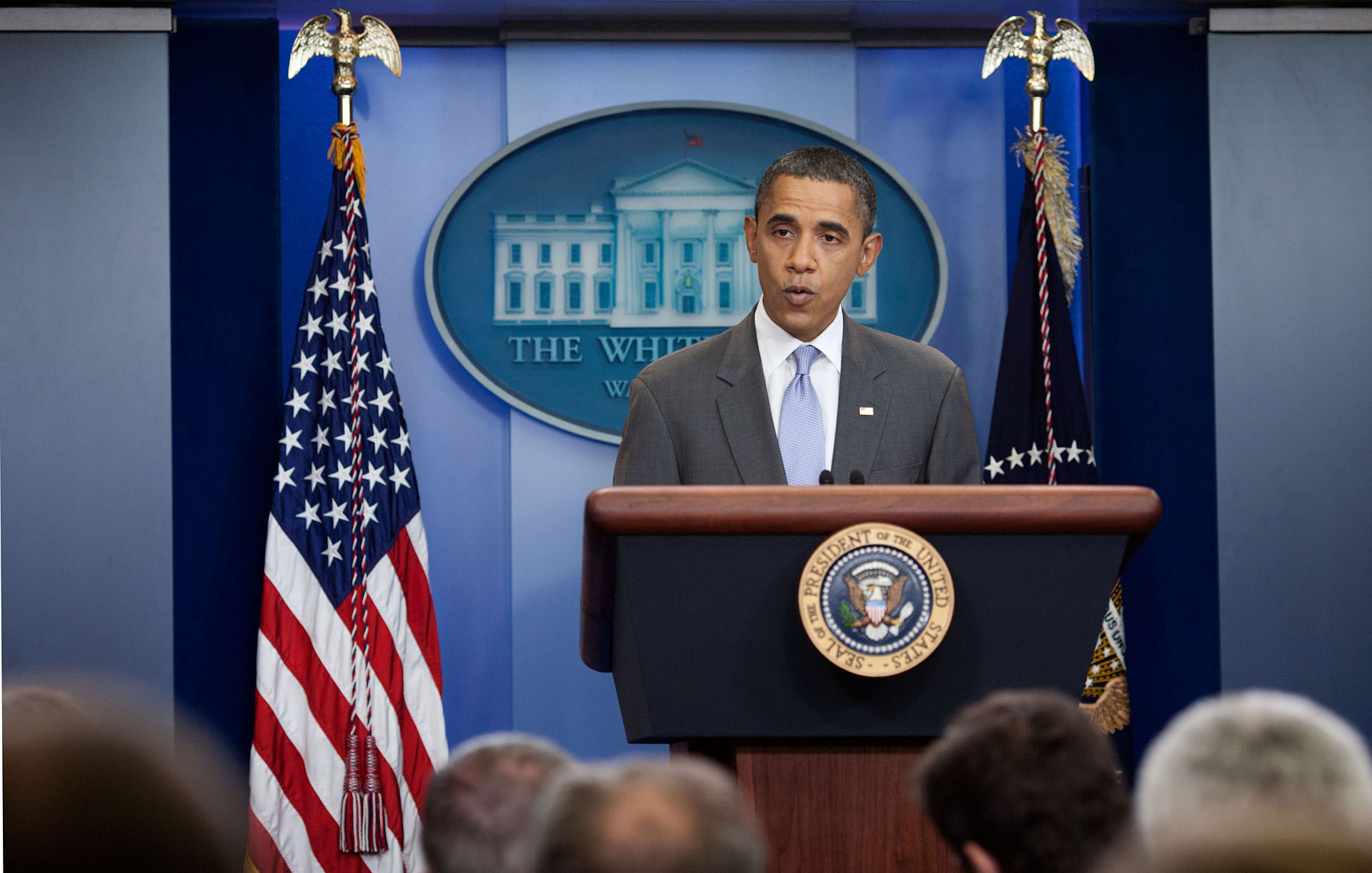
Barack Obama faz um pronunciamento sobre a crise do limite de dívida dos Estados Unidos em 2011.

O desdobramento mais recente da crise financeira e econômica internacional de 2008–2009 foi o da insolvência das nações desenvolvidas. O grande acúmulo da dívida governamental fez estourar a capacidade de endividamento dessas nações e causou uma enorme turbulência financeira ao provocar o temor de que essas nações não pudessem honrar com seus compromissos e decretassem o calote da dívida. A principal consequência da crise das dívidas soberanas foi a grande instabilidade social causada pelos cortes dos benefícios sociais.
Em nações como o Japão — que detém o maior percentual de endividamento — a relação dívida-PIB já ultrapassa os 200%. Nos Estados Unidos, entretanto, está a maior dívida bruta entre todas as nações do mundo, que já supera os 14,3 trilhões de dólares. Nesse ponto, aliado às recentes crises de insolvência na Grécia, Irlanda e Portugal, e ao temor de que a Espanha, a Itália e o Reino Unido também não consigam honrar seus compromissos, o mercado financeiro sofreu um forte abalo.
Porém, o estopim da segunda crise — que já vem sendo chamada de "déjà vu de 2008", por acontecer exatamente três anos depois do primeiro estouro da crise do subprime — se deu pela desconfiança de que talvez os EUA não conseguissem honrar seus compromissos. A crise do limite de dívida dos EUA, que levou a um longo processo negocial e de debate no Congresso Americano sobre se o país deveria aumentar o limite de dívida, e, caso afirmativo, em que montante, fez crescer a especulação internacional sobre a real capacidade de solvência americana.

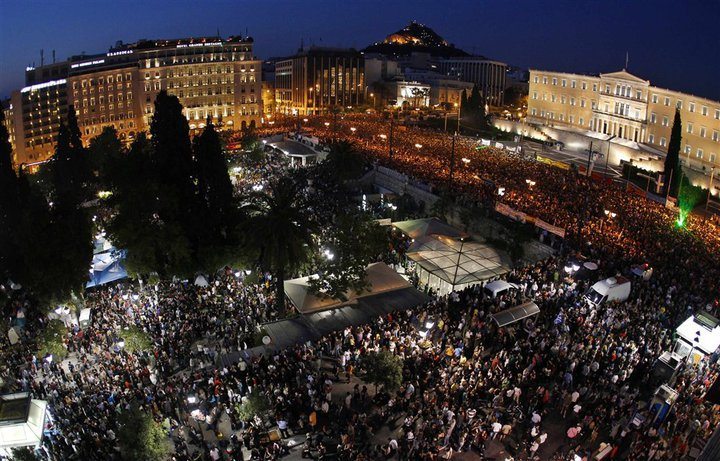
Uma multidão de 100 000 pessoas protestam em Atenas contra o pacote de austeridade, 29 de maio de 2011.

A crise forjou um fim quando um acordo complexo entre ambas as partes conseguiu elevar o limite de gastos em 31 de julho de 2011. Após a sua aprovação no Congresso e Senado, foi ratificado pelo Presidente Barack Obama, ficando o acordo conhecido como Budget Control Act of 2011 em 2 de agosto, data limite para o acordo. Porém o mercado não reagiu positivamente ao acordo, e nos dias que se seguiram, a maior parte das bolsas de valores mundiais fecharam em forte queda.
Diante do quadro da crise, a agência de classificação de notas de crédito Standard & Poor's (S&P) rebaixou pela primeira vez na sua história a nota da dívida pública dos Estados Unidos de AAA para AA+, devido à crescente dívida e ao pesado déficit de orçamento. Imediatamente ao rebaixamento da nota de crédito dos EUA, as bolsas de valores mundiais calcularam altíssimas perdas. Seguiu-se ainda que os dados divulgados no mês de agosto apontavam que as economias da Zona do Euro haviam crescido menos do que o previsto, sendo que algumas já estavam em profunda recessão. Depois de inúmeras perdas, algumas ações de bancos se recuperaram nas semanas seguintes de agosto, com os mercados acionários globais, em parte, recuperados após o rebaixamento da nota da dívida estadunidense.

## Efeitos

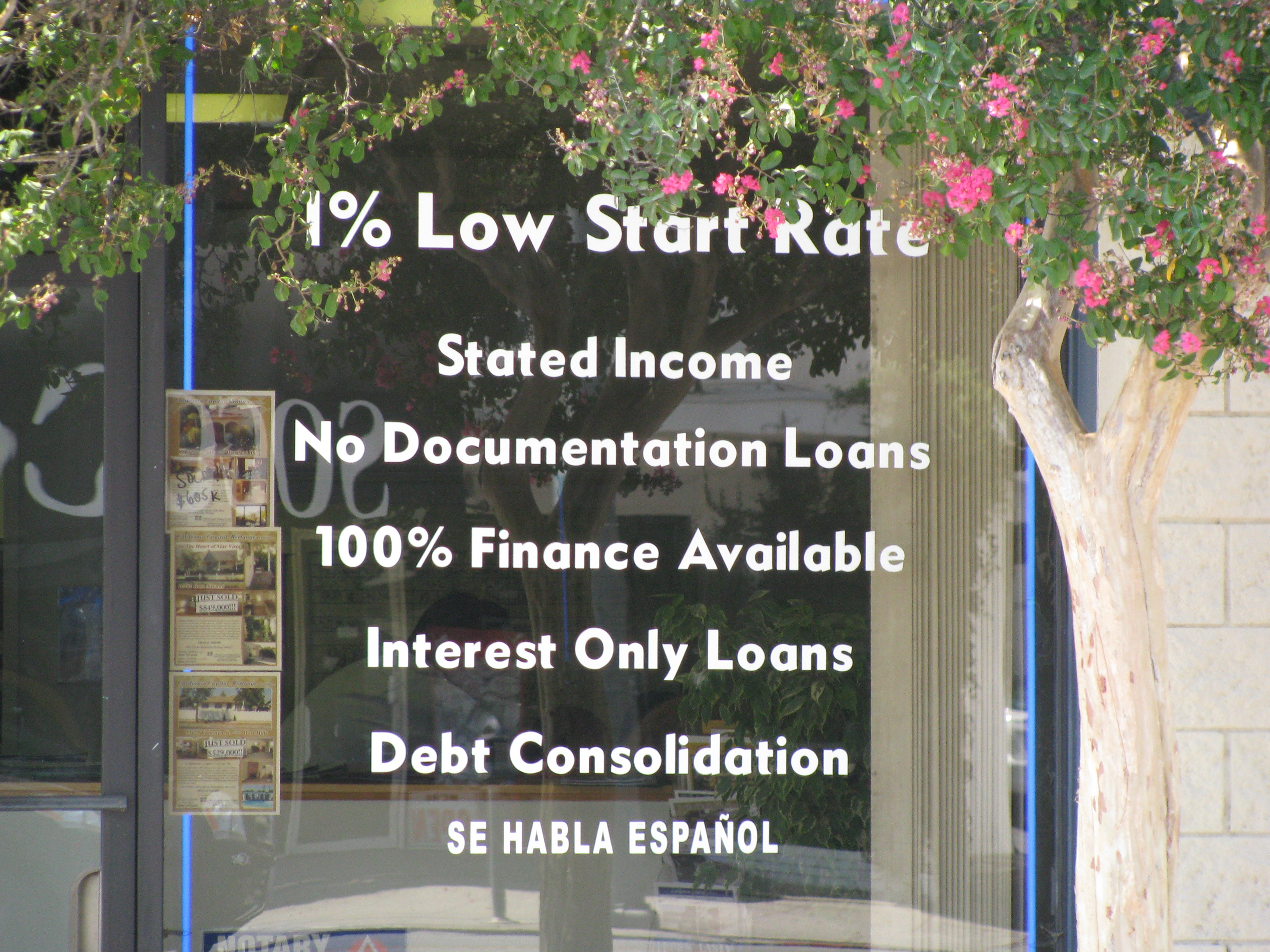
Oferta de empréstimos sem comprovação de renda, nos EUA

As demissões decorrentes da crise geraram reações desesperadas na França. Em março de 2009, em três oportunidades trabalhadores franceses fizeram reféns devido a demissões: dia 13, funcionários da Sony detiveram o presidente da empresa no país por uma noite, forçando o pagamento de indenizações maiores pelas demissões; no dia 25, o diretor de operação da 3M foi detido por um dia, sendo libertado após aceitar oferecer melhores condições aos 110 empregados demitidos; e no dia 31, os funcionários da Caterpillar fizeram quatro diretores da empresa reféns, após o anúncio do plano de cortar 733 empregos na unidade.
Se estima que em 2016 os custos da dívida universitária estudantil ultrapassou a da guerra do Iraque. A Oxfam divulgou relatório em 2018 onde afirma que o número de bilionários (em dólar dos Estados Unidos) dobrou desde a deflagração da crise.
Por outro lado, as emissões de CO² na União Europeia foram reduzidas em 6% em 2008 em decorrência da crise, de acordo com o instituto de pesquisa Point Carbon, sediado em Oslo. Em 2017, o comércio internacional voltou a crescer apesar de haver uma queda generalizada dos salários.

### Brasil

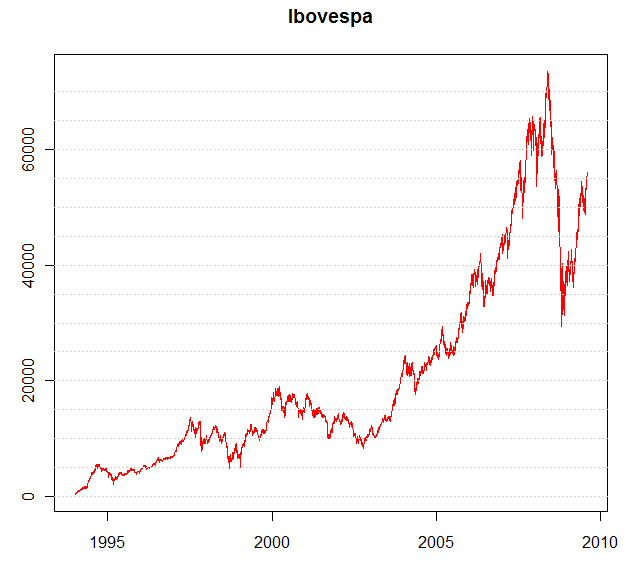
Evolução do índice Ibovespa entre 1994 e julho de 2009. É possível observar a forte queda do Ibovespa durante o auge da crise.

Alguns economistas defendiam que a crise do subprime não afetaria significativamente o Brasil. O efeito mais imediato foi a baixa das cotações das ações em bolsas de valores, provocada pela venda maciça de ações de especuladores estrangeiros, que se atropelaram para repatriar seus capitais a fim de cobrir suas perdas nos países de origem. Em razão disso, ocorreu também uma súbita e expressiva alta do dólar, que só seria superado pela alta em recorde histórico no início de 2016. Como o Brasil havia realizado profundas reformas econômicas durante o governo Fernando Henrique Cardoso, como o Programa de Estímulo à Reestruturação e ao Fortalecimento do Sistema Financeiro Nacional (PROER), implementando sistemas mais rígidos de controle ao sistema financeiro doméstico, o Brasil ficou menos exposto ao cerne da crise, que foi a contaminação sistêmica do mercado financeiro internacional. De imediato entretanto, os maiores prejuízos com a crise foram das empresas que especulavam com derivativos de câmbio e fizeram a aposta errada.
Para evitar a falta de liquidez (falta de dólares) nos mercados de câmbio, o Banco Central tem realizado leilões de venda de swaps cambiais e, para evitar especulações, em outubro de 2008, realizou até mesmo vários leilões de venda de dólar físico à vista (moeda), utilizando as reservas internacionais do Brasil, o que não era feito desde 2003. Com isto, o BC não pretendia derrubar as cotações do dólar, nem lhes impor um teto, mas somente aumentar a liquidez do mercado. Em setembro de 2009, a agência Moody's informou sobre a elevação de rating da dívida do governo para grau de investimento, desde a deflagração da crise econômica de 2008/2009. A classificação também foi dada pelas agências Fitch Ratings e a Standard & Poor's, em 2008. Assim, o Brasil foi o primeiro país a receber a elevação de categoria.

### Instabilidade política

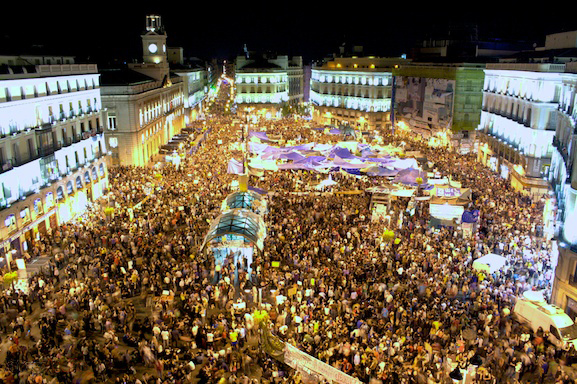
Protestos anti-austeridade na Puerta del Sol, em Madrid, Espanha, em 2011.

Em 26 de fevereiro de 2009, um briefing de inteligência econômica foi adicionado aos briefings diários de inteligência preparados para o Presidente dos Estados Unidos. Essa adição reflete a avaliação das agências de inteligência dos Estados Unidos de que a crise financeira global representa uma séria ameaça à estabilidade internacional.
A Business Week declarou em março de 2009 que a instabilidade política global estava aumentando rapidamente devido à crise financeira global e estava criando novos desafios que precisam ser gerenciados. A Associated Press informou em março de 2009 que: "O diretor de Inteligência Nacional dos Estados Unidos, Dennis Blair, disse que a fraqueza econômica pode levar à instabilidade política em muitos países em desenvolvimento". Mesmo alguns países desenvolvidos estão vendo instabilidade política. A NPR informa que David Gordon, um ex-oficial de inteligência que agora lidera a pesquisa no Grupo Eurasia, disse: "Muitos, se não a maioria, dos grandes países lá fora, têm espaço para acomodar crises econômicas sem ter instabilidade política em larga escala, se quisermos estar em uma recessão de tamanho normal. Se você estiver em uma desaceleração muito mais longa, todas as apostas serão canceladas."
Cientistas políticos argumentaram que a crise econômica desencadeou agitações sociais que foram expressas através de protestos sobre uma variedade de questões em todo o mundo em desenvolvimento. No Brasil, jovens descontentes protestaram contra um pequeno aumento nas tarifas de ônibus; na Turquia, eles se manifestaram contra a conversão de um parque em um shopping e em Israel, protestaram contra os altos aluguéis em Tel Aviv. Em todos esses casos, a causa imediata ostensiva do protesto foi amplificada pelo sofrimento social subjacente induzido pela Grande Recessão.
Em janeiro de 2009, os líderes governamentais da Islândia foram forçados a convocar eleições dois anos antes, depois que o povo da Islândia organizou protestos em massa e entrou em conflito com a polícia por causa do manejo da economia pelo governo. Centenas de milhares de pessoas protestaram na França contra as políticas econômicas do presidente Sarkozy. Impelidos pela crise financeira na Letônia, a oposição e os sindicatos organizaram uma manifestação contra o gabinete do premier Ivars Godmanis. A manifestação reuniu entre 10 e 20 000 pessoas. À noite, o comício se transformou em um tumulto. A multidão mudou-se para o prédio do parlamento e tentou forçar a entrada, mas foram repelidos pela polícia do estado. No final de fevereiro, muitos gregos participaram de uma greve geral maciça por causa da situação econômica e fecharam escolas, aeroportos e muitos outros serviços na Grécia. Polícia e manifestantes também entraram em confronto na Lituânia, onde pessoas que protestavam contra as condições econômicas foram baleadas com balas de borracha. Comunistas e outros se uniram em Moscou para protestar contra os planos econômicos do governo russo.
Além de vários níveis de inquietação na Europa, os países asiáticos também assistiram a vários graus de protesto. Também ocorreram protestos na China, uma vez que as demandas do oeste por exportações foram drasticamente reduzidas e o desemprego aumentou. Além desses protestos iniciais, o movimento de protesto cresceu e continuou. No final de 2011, o protesto de Occupy Wall Street ocorreu nos Estados Unidos, gerando várias ramificações que passaram a ser conhecidas como o movimento Occupy. Em 2012, as dificuldades econômicas na Espanha aumentaram o apoio aos movimentos de separação. Na Catalunha, o apoio ao movimento de secessão foi excedido. Em 11 de setembro, uma marcha pró-independência atraiu uma multidão que a polícia estimou em 1,5 milhão.

## Comparações com a Grande Depressão
Em 17 de abril de 2009, o então chefe do FMI, Dominique Strauss-Kahn, disse que havia uma chance de que certos países não implementassem políticas adequadas para evitar mecanismos que poderiam eventualmente transformar a recessão em depressão. "A queda livre na economia global pode estar começando a diminuir, com uma recuperação emergindo em 2010, mas isso depende crucialmente das políticas corretas que estão sendo adotadas hoje". O FMI apontou que, diferentemente da Grande Depressão, essa recessão foi sincronizada pela integração global dos mercados. Tais recessões sincronizadas foram explicadas para durar mais tempo do que as crises econômicas típicas e têm recuperações mais lentas.
Olivier Blanchard, economista-chefe do FMI, afirmou que a porcentagem de trabalhadores demitidos por longos períodos tem aumentado a cada recessão há décadas, mas os números aumentaram desta vez. "O desemprego de longa duração é assustadoramente alto: nos Estados Unidos, metade dos desempregados está desempregada há mais de seis meses, algo que não vimos desde a Grande Depressão". O FMI também afirmou que pode existir uma ligação entre o aumento da desigualdade nas economias ocidentais e a demanda deflacionada. A última vez que a diferença de riqueza atingiu tais extremos distorcidos foi em 1928–1929.